# Mobbing
Il mobbing in psicologia è una forma di abuso esercitato da una persona o da un gruppo di persone nei confronti di uno o più soggetti. Sebbene il termine venga utilizzato soprattutto per riferirsi a situazioni nel mondo del lavoro, il termine indica comportamenti violenti anche di altri gruppi (sociali, familiari o animali).
Nell'ambito lavorativo simili attività possono anche essere messe in atto da persone che abbiano una certa autorità sulle altre, in tal caso si parla di bossing. In etologia, il termine identifica i comportamenti aggressivi assunti da talune prede nei confronti di un predatore per intimorirlo e dissuaderlo dall'attacco.

## Origine ed etimologia
Il termine venne coniato agli inizi degli anni settanta del XX secolo dall'etologo Konrad Lorenz per descrivere un particolare comportamento aggressivo tra individui della stessa specie, con l'obiettivo di escludere un membro del gruppo. In etologia, particolarmente in ornitologia, mobbing indica anche il comportamento di gruppi di uccelli di piccola taglia nell'atto di respingere un rapace loro predatore. È stato utilizzato in diversi contesti e con diversi significati; infatti nel 1972 il medico svedese Paul Heinemann utilizzò il termine, come sinonimo di bullismo, in una ricerca sull'aggressione di singoli bambini da parte di gruppi di coetanei. Negli anni '80 lo psicologo svedese Heinz Leymann, definì il mobbismo nell'accezione attuale: “una comunicazione ostile, non etica, diretta in maniera sistematica da parte di uno o più individui generalmente contro un singolo individuo.”
Dal punto di vista linguistico-grammaticale mobbing è un gerundio sostantivato inglese derivato da "mob" (coniato nel 1688, secondo il dizionario Merriam-Webster), dall'espressione latina "mobile vulgus", che significa "gentaglia (mobile)", cioè "una folla grande e disordinata", soprattutto "dedita al vandalismo e alle sommosse". Da qui il termine assunse, presso le classi sociali più elevate, anche una connotazione spregiativa, per cui "mob" era, anche in assenza di azioni violente, equivalente pressappoco all'italiano "plebaglia".
Nel caso italiano, invece, gli studi più accreditati e diffusi sono quelli dello psicologo Harald Ege, secondo cui il mobbing è una forma di “terrore psicologico sul posto di lavoro”, esercitato “attraverso comportamenti aggressivi e vessatori ripetuti”, da parte di colleghi o superiori, il quale si manifesta come un’azione, o una serie di azioni, che si ripete con una certa frequenza e per un certo periodo di tempo, compiuta da uno o più mobber (aggressori) per danneggiare la vittima, quasi sempre in maniera sistematica e con uno scopo ben preciso.
Il successo del neologismo “mobbing” scaturirebbe dal fatto che esso riguarda un’area di grande sensibilità sociale, com’è quella della tutela del lavoro nell’impresa e l’implicazione della persona nel processo produttivo. È anche certo che l’impiego di termini stranieri di solito comporta una certa visibilità del termine stesso (per la sua novità), una certa facilità di acquisizione e di impiego a livello mediatico.
Volendo trovare un sinonimo in italiano, si potrebbe far riferimento al termine “nonnismo”, da anni impiegato per definire analoghi comportamenti relativi alla vita militare, o a quello, di origine anch’esso inglesi], di “bullismo”, normalmente riferito all’ambiente scolastico.
A mobbing è correlato anche il lemma - di uso nello slang statunitense - mobster, che indica genericamente chi appartenga alla malavita o abbia un comportamento malavitoso. In italiano è inoltre derivato il verbo "mobbizzare", col significato di "compiere azioni di mobbing", e a esso sono collegati i termini "mobbizzatore" (o "mobber"), per indicare colui che perpetra l'attacco, "mobbizzato" (o "mobbed") per indicare la vittima, e "mobbizzazione", sinonimo di mobbismo. Nei paesi anglofoni, per indicare la violenza psicologica sul posto di lavoro, che in Italia, abbiamo visto, è l'accezione più comune di mobbing, si utilizzano lemmi più specifici: harassment (utilizzato anche per molestie domestiche), abuse (maltrattamento), intimidation (intimidazione), workplace bullying (bullismo sul lavoro).

## Descrizione
Il mobbing si può configurare come violenza psicologica, ma le azioni possono sfociare anche in vera e propria aggressione fisica, perpetrati da parte di uno o più individui nei confronti di un altro individuo, prolungato nel tempo e lesivo della dignità personale e professionale nonché della salute psicofisica dello stesso, e può essere messo in atto da un singolo soggetto o da un gruppo di individui verso una o più persone.
Esempi tipici potrebbero essere angherie, vessazioni, demansionamento lavorativo, emarginazione, umiliazioni, insulti, maldicenze, aggressioni fisiche e verbali, ostracizzazione. A questi vanno aggiunte anche situazioni suscettibili di creare imbarazzo. Essere ripetutamente e volutamente messi in tali situazioni potrebbe creare stati psicologici simili a quelli dovuti ad aggressione, favorendo degli atteggiamenti di colpevolizzazione della vittima. Di solito lo scopo è quello di indurre un membro non gradito all'autoallontanamento spontaneo dal gruppo o associazione, attraverso tutta una serie di pressioni e vessazioni di tipo morale o psicologico. Una tipologia di mobbing verticale o mobbing dall'alto è riscontrabile quando a mettere in atto tali attività sono individui che esercitino un'autorità in un determinato contesto, su altre persone; in tal caso si parla di bossing.
La materia in questione interessa soprattutto l'analisi psicologica (psicologia dei gruppi) e sociologica (sociologia delle relazioni interpersonali), con risvolti e conseguenze sulla salute e anche in ambito giuridico. Da quest'ultimo punto di vista giuridico singoli atteggiamenti molesti (o emulativi) possono raggiungere la soglia di reato, ed eventualmente essere di per sé illegittimi, e nell'insieme suscettibili di produrre danni (essenzialmente a livello biologico ed esistenziale), con gravi conseguenze quindi sulla salute della vittima, sulla sua esistenza, e anche sul patrimonio, convincendola di cose non veritiere inerenti alla propria persona. Possiamo suddividere atti di mobbing a seconda del contesto in cui si verifichino: sul posto di lavoro, in famiglia, a scuola e nella società, che assomigliano alla truffa anche aggravata.

## Nei vari contesti
Forme di mobbismo sono distinguibili in vari contesti, ad esempio nella scuola (in tal caso viene definito bullismo), all'interno delle forze armate (nonnismo) o nel mondo del lavoro, ma anche in varie tipologie di aggregazione sociale non legate a professioni o ambiti lavorativi, come tra amici, gruppi o bande giovanili, circoli sportivi, associazioni ricreative.

### Nella famiglia
Questa pratica è condotta all'interno delle dinamiche relazionali coniugali e familiari ed è finalizzata alla delegittimazione di uno dei coniugi e alla estromissione di questo dai processi decisionali riguardanti la famiglia in genere e nello specifico i figli. Il mobbing familiare più frequente è quello che coinvolge le famiglie separate e viene messo in pratica da parte del genitore affidatario nei confronti di quello non affidatario al fine di spezzare il legame genitoriale nei confronti dei figli, nei casi più gravi il fenomeno può portare la vittima a compiere un gesto suicida. Vari studi e ricerche hanno evidenziato come questo particolare tipo di mobbing sia più frequente nelle relazioni coniugali contraddistinte da una intensa conflittualità..
In questo quadro rientra la controversa teoria della Sindrome da alienazione genitoriale (Parental Alienation Syndrome, PAS), attualmente oggetto di un acceso dibattito nella comunità scientifica e tra addetti ai lavori.
In alcuni casi, il mobbing familiare si presenta attraverso una serie di strategie "persecutorie" preordinate da parte di uno dei coniugi nei confronti dell'altro coniuge, allo scopo di costringere quest'ultimo a lasciare la casa coniugale o ad acconsentire, ad esempio, a una separazione consensuale, pur di chiudere rapporti coniugali fortemente conflittuali. Dal mobbismo familiare si distingue quello "genitoriale", fenomeno oggetto di diversi studi e tesi di laurea (per tutti, vedasi ad es. "Una nuova epidemia sociale: la conflittualità nelle separazioni coniugali tra mobbing genitoriale e PAS" di F. Troiano) termine da riservarsi alle contese in corso di separazione coniugale in cui vi siano comportamenti finalizzati a escludere l'altro genitore dall'esercizio della propria genitorialità. Il cosiddetto "mobbing genitoriale" sarebbe riconducibile a quattro casi (spesso erroneamente citati come casi di mobbing familiare):
- sabotaggi delle frequentazioni della prole;
- emarginazione dai processi decisionali tipici dei genitori;
- minacce;
- denigrazione e delegittimazione familiare e sociale.

Secondo lo psicologo del lavoro Harald Ege, il concetto di mobbing familiare non sarebbe scientificamente attendibile. Lo stesso Ege concorda con le affermazioni di Konrad:
Secondo Gaetano Giordano come il "mobbing animale" è un comportamento rivolto esclusivamente alla tutela della prole o dei nascituri, e - soprattutto - che si verifica esclusivamente in presenza di uova fecondate o di prole.  In definitiva, secondo questi autori questa tipologia di mobbismo - contrariamente a quanto sostiene Ege - emerge come fenomeno (e come osservazione) negli animali, è un comportamento animale destinato alla tutela della prole, e solo per un successivo utilizzo - desunto dagli studi etologici - viene descritto come fenomeno che si manifesta nel lavoro e nelle relazioni sociali umane.

### Nella scuola
Nella scuola si utilizza il termine bullismo ovvero una azione di uno o più studenti ai danni di un compagno di classe, o di altro alunno dell'istituto scolastico. Una variante è  il cyberbullismo, ovvero qualora le attività e gli atti vengano poste in essere con l'utilizzo dei social network o con strumenti informatici di comunicazione. Esiste anche in ambiente scolastico, una forma particolare di "mobbing dall'alto", ossia praticato da un insegnante a danno di uno o più allievi, attraverso: espressioni sistematicamente denigratorie e/o provvedimenti disciplinari persecutori, valutazioni o giudizi ingiustificatamente negativi.
Altro fenomeno è il mobbing di studenti più o meno organizzati nei confronti di insegnanti ritenuti deboli e non in grado di mantenere la disciplina in classe, mobbismo che tende a voler nascondere le proprie mancate responsabilità nei confronti dello studio, della disciplina e del rispetto delle regole.

### Nel lavoro
Il primo a parlare di mobbing quale condizione di persecuzione psicologica nell'ambiente di lavoro è stato alla fine degli anni ottanta del XX secolo dallo psicologo svedese Heinz Leymann che lo definiva come una comunicazione ostile e non etica diretta in maniera sistematica da parte di uno o più individui generalmente contro un singolo, progressivamente spinto in una posizione in cui è privo di appoggio e/o di difesa. In Italia la tematica è stata introdotta dallo psicologo tedesco Harald Ege, che per primo nel 2002 ha pubblicato un metodo per il riconoscimento del danno da mobbing e del fenomeno stesso tramite il riconoscimento di 7 parametri (il cosiddetto metodo Ege).
Si parla di bossing quando l'attività è condotta da un superiore al fine di costringere alle dimissioni un dipendente in particolare, ad esempio perché ritenuto antipatico, poco competente o poco produttivo; in questo caso, alle attività possono partecipare anche i colleghi (side mobbing), che preferiscono assecondare il superiore, o quantomeno non prendere le difese della vittima, per non inimicarsi il capo, nella speranza di fare carriera, o semplicemente per "quieto vivere".  Si suole definire mobbing tra pari quello praticato da parte dei colleghi verso un lavoratore non integrato nell'organizzazione lavorativa per motivi d'incompatibilità ambientale o caratteriale, come per i diversi interessi sportivi, per motivi etnici o religiosi oppure perché diversamente abile, oppure il mobbing dal basso; generalmente la causa scatenante del mobbing orizzontale non sono tanto le incompatibilità all'interno dell'ambiente di lavoro quanto una reazione da parte di una maggioranza del gruppo allo stress dell'ambiente e delle attività lavorative: la vittima viene dunque utilizzata come "capro espiatorio" su cui far ricadere la colpa della disorganizzazione, delle inefficienze e dei fallimenti.; il mobbing strategico si ha quando l'attività vessatoria e dequalificante tende a espellere il lavoratore, per far posto a un altro lavoratore (di solito in posizioni di dirigenza o apicali).
Atti di bossing possono rientrare nell'ambito di strategie compiute dalla direzione o dall'amministrazione del personale dell'ente presso il quale si lavori, finalizzate alla riduzione o razionalizzazione del personale, oppure alla semplice eliminazione di persone indesiderata; viene messo in atto con il preciso scopo di indurre il dipendente alle dimissioni, e può attuarsi in modalità differenti ma con lo scopo comune di creare un clima di tensione intollerabile per le vittime. Per potersi parlare di mobbing, l'attività persecutoria deve essere funzionale alla espulsione del lavoratore, causandogli una serie di ripercussioni psicofisiche che spesso sfociano in specifiche malattie (come ad esempio disturbo da disadattamento lavorativo, disturbo post-traumatico da stress) ad andamento cronico. Questa pratica è spesso condotta con il fine di indurre la vittima ad abbandonare da sé il lavoro, senza quindi ricorrere al licenziamento, che potrebbe causare imbarazzo o problemi di vario tipo al datore di lavoro, o per ritorsione a seguito di comportamenti non condivisi come, ad esempio, una denuncia ai superiori o all'esterno di irregolarità sul posto di lavoro, o per il rifiuto della vittima di sottostare a proposte o richieste per essa immorali, illegali o ricatti di varia natura.
Va peraltro sottolineato che l'attività mobbizzante può anche non essere di per sé illecita o illegittima o immediatamente lesiva, dovendosi invece considerare la contestualizzazione e la reiterazione dei singoli episodi che nel loro insieme tendono a produrre il danno nel tempo. In effetti, l'ingiustizia del danno, vale a dire dell'evento lesivo non previsto né giustificato da alcuna norma dell'ordinamento giuridico, deve essere sempre ricercata valutando unitariamente e complessivamente i diversi atti, intesi nel senso di comportamenti e/o provvedimenti. Si distingue, nella prassi, fra mobbing gerarchico o verticale e mobbing ambientale o orizzontale; nel primo caso gli abusi sono commessi da superiori gerarchici della vittima, nel secondo caso sono i colleghi della vittima a isolarla, a privarla apertamente della ordinaria collaborazione, dell'usuale dialogo e del rispetto.
La pratica del mobbismo sul posto di lavoro si esplica mediante la vessazione sistematica di un lavoratore dipendente o di un collega di lavoro con diversi metodi di violenza psicologica o fisica, alcuni atti potrebbero essere ritenuti la sottrazione ingiustificata di incarichi o della postazione di lavoro, dequalificazione delle mansioni a compiti banali (fare fotocopie, ricevere telefonate, compiti insignificanti, dequalificanti o con scarsa autonomia decisionale) così da rendere umiliante il prosieguo del lavoro; rimproveri e richiami, espressi in privato e in pubblico anche per banalità; dotare il lavoratore di attrezzature di lavoro di scarsa qualità o obsolete, arredi scomodi, ambienti male illuminati; interrompere il flusso di informazioni necessario per l'attività (chiusura della casella di posta elettronica, restrizioni sull'accesso a Internet); continue visite fiscali in caso malattia (e spesso al ritorno al lavoro, la vittima trova la scrivania sgombra). Può anche accadere che l'impulso di aggressione a un lavoratore venga dall'alto e sia finalizzato alle dimissioni di qualcuno. In questo caso i colleghi che effettuano il mobbing eseguono servilmente le disposizioni del superiore anche se il collega mobbizzato non ha fatto niente di male a loro. Tutte queste situazioni e in genere gli attacchi verbali non sono facilmente traducibili in "prove certe" da utilizzare in un eventuale processo per cui è anche difficile dimostrare la situazione di aggressione.
Le conseguenze del mobbing oltre a essere dannose per chi le subisce, possono nuocere anche a coloro che mettono in atto tali attività, e anche direttamente alle aziende stesse. La Warnaco Group, partner di Calvin Klein, sotto la guida dell'ex amministratore Linda Wachner ha avuto il più alto tasso di turn over del settore e ha perso in un lustro molti dirigenti validi. Le offese e i comportamenti discriminatori verso i sottoposti possono costare cari alle aziende, anche in termini di esborsi diretti: ad esempio, nel 2001 una società britannica, la Mercury Mobile Communications Services, ha dovuto stanziare un risarcimento di 370.000 sterline a favore di un dipendente vessato da un manager. Di là, comunque, dai singoli casi, il volume cita una ricca letteratura scientifica che dimostra come il livello di produttività nelle organizzazioni sia direttamente proporzionale alla soddisfazione vissuta dai lavoratori nell'ambiente di lavoro, e inversamente proporzionale a un clima intimidatorio o punitivo. È quindi chiaro che il mobbing non è una malattia ma rappresenta il termine per indicare la complessiva attività ostile posta in essere solitamente da un datore di lavoro (pubblico o privato, da solo o in combutta) a danno di un dipendente per isolarlo e obbligarlo al trasferimento o alle dimissioni. Le azioni rientranti nella categoria della costrittività organizzativa coinvolgono direttamente e in modo esplicito l'organizzazione del lavoro e la posizione lavorativa e possono assumere diverso rilievo ai fini del riconoscimento della natura professionale del danno conseguente.

### Nelle forze armate
Nelle forze armate si manifesta sovente nel nonnismo, termine che si riferisce alla maggiore età dei militari che commettano tali atti su vittime più giovani, generalmente reclute.

## Studi e statistiche
Nei primi anni 1990, lo psicologo svedese Heinz Leymann tenne in Italia una serie di conferenze che diedero inizio al dibattito nazionale sul mobbing, con una decina d'anni di ritardo rispetto a Svezia e Germania. Leymann estese il dibattito sul mobbismo dapprima in Germania e poi nel resto degli stati membri dell'Unione europea.
Secondo l'INAIL, che per prima in Italia ha fornito una definizione di mobbing lavorativo, qualificandolo come costrittività organizzativa, le possibili azioni traumatiche possono riguardare la marginalizzazione dall'attività lavorativa, lo svuotamento delle mansioni, la mancata assegnazione dei compiti lavorativi o degli strumenti di lavoro, i ripetuti trasferimenti ingiustificati, la prolungata attribuzione di compiti dequalificanti rispetto al profilo professionale posseduto o di compiti esorbitanti o eccessivi anche in relazione a eventuali condizioni di handicap psicofisici, l'impedimento sistematico e strutturale all'accesso a notizie, la inadeguatezza strutturale e sistematica delle informazioni inerenti all'ordinaria attività di lavoro, l'esclusione reiterata da iniziative formative, il controllo esasperato ed eccessivo.

## Conseguenze sulla salute
La patologia psichiatrica più frequentemente associata è il disturbo dell'adattamento; esso si compone di una variegata sintomatologia ansioso-depressiva reattiva all'evento stressogeno. Fra le conseguenze ci possono essere il disturbo post traumatico da stress, che può associarsi a perdita d'autostima, ansia, esaurimento nervoso, depressione, insonnia, nevrosi, isolamento sociale, attacchi di panico, ma anche causa di cefalea, annebbiamenti della vista, tremore, tachicardia, sudorazione fredda, gastrite e dermatite. La terapia cognitivo-comportamentale è quella più effettiva in questi casi anche se non è da disdegnare la psicoterapia di stampo freudiano, più tradizionale, soprattutto per i casi gravi in cui la personalità sia stata gravemente danneggiata.

## La tutela giuridica nel mondo

### Francia
In Francia una normativa specifica è stata emanata con la legge 17 gennaio 2002 n. 173, che modificando il codice del lavoro francese, contiene un capitolo espressamente dedicato alla materia intitolato “Lutte contre le harcélement  moral au travail”.

### Germania
La legislazione della Germania  non prevede una esplicita tutela, ma ad eventuali vittime è comunque garantita tutela giuridica attraverso l’applicazione di normative di carattere generale poste a garanzia della salute e sicurezza dei lavoratori, in particolar modo secondo i principi della legge fondamentale della Repubblica Federale di Germania e nel Bürgerliches Gesetzbuch. A queste si affiancano norme specifiche volte a tutelare i lavoratori.

### Italia
Sebbene non esista una legislazione specifica in materia, a partire dagli anni 2000 presso il parlamento italiano sono stati depositati alcuni disegni di legge specifici sul tema; come ad esempio un primo progetto risalente al 21 marzo 2002, presentato da senatori di Rifondazione Comunista, poi ripreso da una commissione tecnico-scientifica nominata dal Ministero della Funzione Pubblica durante il governo Berlusconi II, oppure il disegno di legge n. 1785 presentato durante il governo Renzi avente ad oggetto l'introduzione nel codice penale del reato di atti vessatori in ambito lavorativo.
Bisogna ricordare che la Costituzione della Repubblica Italiana afferma i principi giuridici di tutela della persona in tutte le sue fasi esistenziali, da quella di cittadino a quella di lavoratore. Dal punto di vista del diritto penale, non è previsto come fattispecie tipica di reato a sé stante, ma atti del genere possono rientrare in altre fattispecie previste e perseguite, quali stalking, o lesioni personali gravi o gravissime, anche colpose che sono perseguibili di ufficio e si ritengono di fatto sussistenti nel caso di riconoscimento dell'origine professionale della malattia. Inoltre, l'art. 2087 del codice civile italiano afferma che spetta al datore di lavoro l'obbligo contrattuale di tutelare la salute e la personalità morale del dipendente, sebbene la Corte di Cassazione abbia ritenuto che un'iniziativa diretta alla repressione, e non già alla prevenzione, dei fatti mobbizzanti non è idonea a costituire adempimento agli obblighi previsti dalla citata norma.
Secondo una certa dottrina giuridica, il mobbing/bossing è riferibile a un complesso, sistematico e duraturo comportamento del datore di lavoro e/o di uno o più colleghi, che deve essere esaminato in tutti i suoi aspetti e nelle loro conseguenze, per creare un coacervo di stimoli lesivi che non può né deve essere frazionato o spezzettato in tanti singoli episodi, ciascuno dei quali aventi un proprio effetto sanitario ovvero giuridico. Anche atti di trasferimento ingiustificato, come talvolta accaduto nella pubblica amministrazione italiana, possono integrare condotte ascrivibili ad atti di mobbing. La giurisprudenza della Corte costituzionale e della Cassazione ha trattato il fenomeno in varie occasioni: ad esempio, secondo la sentenza della Corte costituzionale 19 dicembre 2003, n. 359, gli atti posti in essere possono risultare "se esaminati singolarmente, anche leciti, legittimi o irrilevanti dal punto di vista giuridico", assumendo, purtuttavia, "rilievo quali elementi della complessiva condotta caratterizzata nel suo insieme dall'effetto" e risolvendosi, normalmente, in «disturbi di vario tipo e, a volte, patologie psicotiche, complessivamente indicati come sindrome da stress post traumatico.» L'accertamento del danno da mobbing esige «una valutazione unitaria degli episodi denunciati dal lavoratore, i quali raggiungono la soglia del mobbismo ove assumano le caratteristiche di una persecuzione, per la loro sistematicità e la durata dell'azione nel tempo. La Suprema Corte di Cassazione -  Sezione Lavoro - con sentenza dell'11 settembre 2008, n. 22858, ha individuato gli elementi essenziali di carattere generale del mobbing in una condotta protratta nel tempo tesa a ledere il lavoratore a mezzo di una pluralità di azioni. Con sentenza del 15 maggio 2015, n. 10037, la Cassazione ha inoltre individuato delle "linee guida", secondo cui è necessaria la presenza di sette elementi - che devono però ricorrere all'unisono - in presenza dei quali si possa parlare di mobbing, ovvero:
1. vessazioni sul luogo di lavoro;
2. contrasti, le mortificazioni o quant'altro devono durare per un congruo periodo di tempo;
3. la reiterazioni e la molteplicità degli atti;
4. attacchi alla possibilità di comunicare, isolamento sistematico, cambiamenti delle mansioni lavorative, attacchi alla reputazione, violenze o minacce;
5. dislivello tra gli antagonisti, con l'inferiorità manifesta del ricorrente;
6. conseguenze sulla salute in modo da determinare esclusione dal mondo del lavoro, in modo da determinare sintomi psicosomatici, errori e abusi, aggravamento della salute, esclusione dal mondo del lavoro;
7. intento persecutorio ovvero premeditazione.

Il Ministero dell'Interno nel 2012 è stato condannato in giudizio, sia in primo che secondo grado, per le violazioni dell'art. 2087 del codice civile italiano che hanno determinato mobbing, gravi malattie e la morte del lavoratore vittima.

### Svezia
In Svezia, l'Agenzia di sanità pubblica ha emanato l'ordinanza 21 settembre 1993, n. 17, entrata in vigore il 31 marzo 1994, con misure contro ogni forma di persecuzione psicologia negli ambienti di lavoro.

### Svizzera
Anche in Svizzera non vi è una normativa particolare e specifica, ma si applicano le disposizioni contenute in varie fonti, come la legge federale sul lavoro nell’industria, nell’artigianato e nel commercio n. 822.11, nonché il codice penale svizzero.

### Stati Uniti d'America
Negli USA, il fenomeno è stato oggetto di analisi, studi e statistiche, ma manca una normativa specifica a livello federale.

### Unione Europea
Un libro verde del Parlamento europeo, "Il mobbing sul posto di lavoro", del 16 luglio 2001, introduceva il dibattito in tema di mobbismo in sede comunitaria.
La successiva risoluzione del Parlamento europeo sul mobbing sul posto di lavoro —2001/2339(INI)— è uno dei primi riferimenti normativi in materia, non recepito nell'ordinamento italiano. La risoluzione non è stata seguita da una direttiva europea, che obbligasse gli Stati membri a legiferare in tema.

## Filmografia
- Risorse umane (1999)
- Mi piace lavorare (Mobbing) (2003)
- Volevo solo dormirle addosso (2004)